# Larissa Sansour
Larissa Sansour (Jerusalén Este, 1973) es una artista palestina contemporánea que trabaja vídeo, fotografía y escultura. Con intencionalidad política, en su obra mezcla realidad y  ciencia ficción, ofreciendo una reflexión sobre la situación del Estado palestino.Vive y trabaja en Londres.

## Trayectoria
Sansour estudió Bellas Artes en Londres, Nueva York y Copenhague. En 2009 presentó el video Space Exodus, partiendo de una escena de la película 2001, Odisea en el espacio, de Stanley Kubrick. La propia artista planta la bandera palestina en la luna.Junto a Nation Estate de 2012 e In the Future They Ate from the Finest Porcelain de 2016, las tres piezas forman una visión apocalíptica y distópica de Palestina.
En 2011 Sansour fue una de las ocho finalistas del premio Elysée-Lacoste, otorgado por el Musée de l'Elysée de Lausana. Presentó Nation Estate, un corto de ciencia ficción y una serie de fotografías en las que muestra el nacimiento de un Estado palestino, en forma de rascacielos rodeado por un muro de hormigón. En diciembre de 2011, su nombre fue retirado del concurso.La empresa Lacoste, patrocinadora del premio, consideró que era un trabajo demasiado político.
En 2019 representó a Dinamarca en la 58.ª Bienal de Venecia.

## Exposiciones
- A Space Exodus, 2009
- Nation Estate, galerie Anne de Villepoix, Paris, 2012[9]
- In the Future They Ate from the Finest Porcelain, 2016
- Sci-fi trilogy, Dar El-Nimr, Beirut, 2018
- Bienal de Venecia, pabellón de Dinamarca, 2019, Venecia
- Heirloom, Copenhagen Contemporary, 2019
- In Vitro, Frieze, Nueva York, 2019 [10]